# Armin Laschet
Armin Laschet (pronunciado /ˈaʁmiːn ˈlaʃət/ (escucharⓘ)) (Aquisgrán, 18 de febrero de 1961) es un político alemán. Desde el 27 de junio de 2017 hasta el 26 de octubre de 2021 fue el 11.º ministro presidente de Renania del Norte-Westfalia, el estado más poblado de Alemania. El 16 de enero de 2021 fue elegido presidente de la Unión Demócrata Cristiana (CDU), ejerciendo el cargo hasta el 31 de enero de 2022. Fue el candidato de la CDU/CSU a Canciller de Alemania para las elecciones federales de 2021.

## Biografía
Laschet nació el 18 de febrero de 1961 en Burtscheid, un suburbio perteneciente a Aquisgrán, y fue criado en una familia católica practicante. Laschet está casado con su novia de la infancia Susanne Malangré, a quien conoció en un coro de niños católicos; se casaron en 1985. La pareja tiene tres hijos.
Asistió al Rhein-Maas-Gymnasium y al Pius-Gymnasium en Aquisgrán y estudió derecho en las universidades de Bonn y Múnich (LMU), pasando el primer examen estatal de derecho en 1987, pero no el segundo. En 1987 hizo un voluntariado en una emisora de radio en Múnich.
Laschet trabajó como periodista y en la industria editorial desde 1986 hasta 1991, entre otras cosas como corresponsal en Bonn del Bayerischer Rundfunk. Más tarde se desempeñó como editor en jefe del periódico católico KirchenZeitung Aachen desde 1991 hasta 1994. De 1995 a 1999, mientras también se desempeñaba como miembro del parlamento, fue director general de la editorial católica Einhard-Verlag, que anteriormente había sido dirigida por su suegro Heinrich Malangré.

### Trayectoria política
Después de las elecciones federales de 1994, Laschet se convirtió en miembro del Bundestag alemán. Sirvió en la Comisión de Cooperación Económica y Desarrollo, así como en la Comisión de Asuntos de la Unión Europea.
En las elecciones al Parlamento Europeo de 1999 fue elegido eurodiputado. Fue miembro de la Comisión de Presupuestos entre 1999 y 2001 y de la Comisión de Asuntos Exteriores entre 2002 y 2005. En esta última, fue ponente del Parlamento sobre las relaciones entre la UE y las Naciones Unidas.
Forma parte del Comité Ejecutivo de la Internacional Demócrata de Centro.
En 2005 fue nombrado ministro estatal para las Generaciones, la Familia, la Mujer y la Integración, y en 2010 como ministro estatal de Asuntos Federales, Europa y Medios de Comunicación. En 2012 asumió como presidente estatal de la CDU en Renania del Norte-Westfalia. El 4 de diciembre de 2012 fue elegido como uno de los cinco vicepresidentes de la CDU a nivel nacional, sirviendo junto a Volker Bouffier, Julia Klöckner, Thomas Strobl y Ursula von der Leyen.
Como miembro del Parlamento Regional de Renania del Norte-Westfalia, dirigió el grupo parlamentario de su partido y también desde 2014 fue miembro de la Comisión de Reforma Constitucional de Renania del Norte-Westfalia, dirigida por Rainer Bovermann.
En las negociaciones para formar una Gran coalición entre la CDU/CSU y los socialdemócratas (SPD) después de las elecciones federales de 2013, Laschet formó parte de la delegación democristiana en el grupo de trabajo sobre política energética, dirigido por Peter Altmaier y Hannelore Kraft.
En noviembre de 2015, Laschet visitó el campo de refugiados de Zaatari en Jordania para aprender más sobre la difícil situación de los sirios que huyen de la violencia de la guerra civil siria que estalló en 2011.
En noviembre de 2016, Laschet fue elegido candidato principal de la CDU para las elecciones estatales de Renania del Norte-Westfalia en mayo de 2017. En febrero de 2017 fue delegado de la CDU en la Asamblea Federal constituida con el propósito de elegir al Presidente de Alemania.
Las elecciones estatales de Renania del Norte-Westfalia de 2017 fueron ganadas por la CDU, con lo que Laschet fue elegido ministro presidente el 27 de junio, sucediendo a Hannelore Kraft.
El 16 de enero de 2021 fue elegido presidente de la CDU, ganando en segunda vuelta al derechista Friedrich Merz, mientras que el tercero en liza, Norbert Röttgen quedó descartado en primera vuelta.
En abril de 2021, Laschet fue escogido como candidato de la CDU/CSU a canciller de Alemania para las elecciones federales de ese año.
Tras la derrota de la CDU/CSU en las elecciones, Laschet dimitió como ministro-presidente de Renania del Norte-Westfalia el 25 de octubre de 2021 para volver a ser miembro del Bundestag. Debido a los decepcionantes resultados del partido, Laschet también renunció a la presidencia de la CDU y una nueva elección hubo de ser convocada para elegir a su reemplazante. En dichas elecciones resultó triunfador su antiguo rival Friedrich Merz, quien asumió el liderazgo del partido en enero de 2022.